# A Notre Dame-i toronyőr 2. – A harang rejtélye
A Notre Dame-i toronyőr 2. – A harang rejtélye (eredeti cím: The Hunchback of Notre Dame II) 2001-ben bemutatott amerikai 2D-s számítógépes animációs zenés film, melyet Bradley Raymond rendezett, A Notre Dame-i toronyőr (1996) folytatásaként. A forgatókönyvet Flip Kobler, Cindy Marcus és Jule Selbo írta, a zenéjét Carl Johnson és Randy Petersen szerezte. A videofilm a Walt Disney Pictures és a DisneyToon Studios gyártásában készült, a Walt Disney Home Video forgalmazásában jelent meg.
Az Amerikai Egyesült Államokban 2002. március 19-én, Magyarországon 2002. február 26-án adták ki DVD-n és VHS-en.

## Szereplők
| Szereplő     | Eredeti hang         | Magyar hang         | Leírás                                                            |
| ------------ | -------------------- | ------------------- | ----------------------------------------------------------------- |
| Quasimodo    | Tom Hulce            | Lippai László       | A film főszereplője, a Notre Dame harangozója                     |
| Quasimodo    | Tom Hulce            | Nyári Zoltán (ének) | A film főszereplője, a Notre Dame harangozója                     |
| Madellaine   | Jennifer Love Hewitt | Zsigmond Tamara     | Gyönyörű szőke akrobatalány, Quasimodo szerelme, Sarousch segédje |
| Sarousch     | Michael McKean       | Rosta Sándor        | Gonosz cirkuszigazgató, a vándorcirkuszi tolvajok vezére          |
| Zephyr       | Haley Joel Osment    | Baradlay Viktor     | Esmeralda és Phoebus fia, Quasimodo barátja                       |
| Esmeralda    | Demi Moore           | Básti Juli          | Gyönyörű, tehetséges cigánylány, Zephyr anyja                     |
| Phoebus      | Kevin Kline          | Rátóti Zoltán       | A katonák kapitánya, Zephyr apja                                  |
| Hugo         | Jason Alexander      | Balázs Péter        | Vízköpők, Quasimodo védelmezői és egyben legjobb barátai          |
| Victor       | Charles Kimbrough    | Borbély László      | Vízköpők, Quasimodo védelmezői és egyben legjobb barátai          |
| Laverne      | Jane Withers         | Schubert Éva        | Vízköpők, Quasimodo védelmezői és egyben legjobb barátai          |
| Clopin       | Paul Kandel          | Forgács Péter       | A cigányok vezetője                                               |
| Esperes      | Jim Cummings         | Móni Ottó           | Pap, aki az eltűnt aranyharang miatt panaszkodik                  |
| Lady DeBurne | April Winchell       | Illyés Mari         | Idős hölgy, aki a kirablása miatt panaszkodik                     |

## Betétdalok
| Magyar                     | Magyar                                                              | Angol                      | Angol                                                                |
| Dal                        | Előadó                                                              | Dal                        | Előadó                                                               |
| -------------------------- | ------------------------------------------------------------------- | -------------------------- | -------------------------------------------------------------------- |
| Le Jour D'Amour            | Forgács Péter Nyári Zoltán Balázs Péter Borbély László Schubert Éva | Le Jour D'Amour            | Paul Kandel Tom Hulce Jason Alexander Charles Kimbrough Jane Withers |
| Egy mindennapi csoda       | Nyári Zoltán                                                        | An Ordinary Miracle        | Tom Hulce                                                            |
| Bárhol jársz               | Nyári Zoltán Baradlay Viktor                                        | I'd Stick With You         | Tom Hulce Haley Joel Osment                                          |
| Tra-la-la-la boldog a srác | Balázs Péter Borbély László Schubert Éva                            | Fa La La La Fallen in Love | Jason Alexander Charles Kimbrough Jane Withers                       |
| I'm Gonna Love You         | eredeti nyelven                                                     | I'm Gonna Love You         | Jennifer Love Hewitt                                                 |